# Cristadelfianos

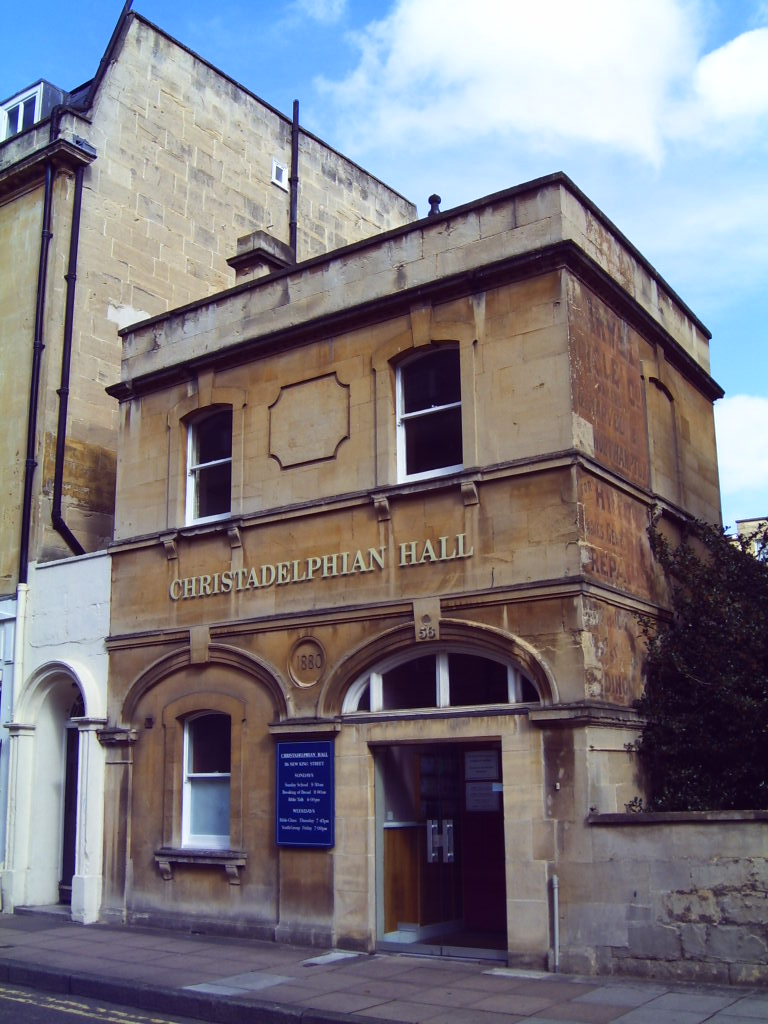
Una sala de los cristadelfianos, en Bath, Inglaterra

Los cristadelfianos (del griego Christou Adelphoi: Hermanos en Cristo) constituyen una confesión cristiana no trinitaria. Se los suele vincular con los Testigos de Jehová pero ambas confesiones rechazan esta relación dada las sendas diferencias de doctrinas y prácticas. 
Los cristadelfianos se desarrollaron en el Reino Unido y América del Norte en el siglo XIX. A pesar de que no existe un censo oficial ni se han publicado cifras, la "Columbia Encyclopedia" proporciona una estimación de 50,000 cristadelfianos en 120 países alrededor del mundo, junto con miembros aislados. Se cuenta con algunas estadísticas que muestran como principales congregaciones a las existentes en: Reino Unido (18,000), Australia (9,987), Malaui (7,000), Mozambique (5,300), Estados Unidos (6,500), Canadá (3,375), Nueva Zelanda (1,782), Kenia (1,700), India (1,300) y Tanzania (1,000). Otras muchas comunidades pequeñas existen diseminadas en Europa, Asia y en América Latina, donde el grupo más numeroso se encuentra en Centroamérica.
En México: Hay Iglesia en Guadalajara, Ocotlán y Zapotlán el Grande.
También en La ciudad de Campeche, Campeche.
Ciudad de México.
Y demás células activas en Guanajuato,Nuevo León y Baja California Norte.

## Creencias
Los cristadelfianos afirman basar sus creencias enteramente en la Biblia y no aceptan otros textos como inspirados. Creen que Dios es el Creador y Padre de los creyentes. En su doctrina, Dios Padre y Jesucristo no son un solo ser, sino dos diferentes, mientras que el Espíritu Santo no es una persona, sino el poder de Dios utilizado en la creación y para dirigir a las personas a la salvación. Este fue concedido a los creyentes para propósitos específicos en algún tiempo de la historia de la iglesia, no solo en el Nuevo Testamento, sino a través de toda la historia de Israel, por lo tanto, su accionar mediante los "dones espirituales ha cesado.
Creen que las personas se separaron de Dios por causa de sus pecados, pero se pueden reconciliar con Él convirtiéndose en discípulos de Cristo. Creen que la salvación se obtiene al seguir el ejemplo de Cristo, por lo cual niegan la creencia nicena de que la muerte de Jesús tiene un valor expiatorio. En sus palabras los seres humanos son redimidos porque "mueren con Cristo" diariamente al pecado dentro de su humanidad. Creen que una fe sin obras es una fe muerta y no salva, pero esa fe debe ser basada en el razonamiento lógico de las Escrituras. No se trata según ellos de simplemente aceptar una doctrina, sino de llevar a la práctica en la vida diaria la esencia de la misma.
Los Cristadelfianos rechazan cierto número de doctrinas tradicionalmente aceptadas por otros grupos cristianos, entre ellas:
- La inmortalidad del alma
- El trinitarismo
- La existencia del Reino de Dios en el Cielo, ya que según ellos la Tierra será transformada, donde los justos vivirán para siempre.
- El infierno como lugar de castigo ya que la pena por el pecado es la muerte eterna.
- La preexistencia de Jesucristo
- El bautismo infantil
- La persona del Espíritu Santo y la posesión presente de los dones del Espíritu Santo entre otros.

Los Cristadelfianos sostienen que el Cristianismo perdió su sentido original a partir del siglo II, por lo que la única forma de obtener la salvación es conociendo el evangelio original predicado por la Iglesia del primer siglo y viviendo una conducta basada en ese conocimiento, su esfuerzo se basa en retornar a las raíces del evangelio pues creen que el cristianismo se ha deformado históricamente: primeramente el cambio de visión antropológica y etnocentrismo causado por la filosofía griega aplicada por los llamados Padres de la Iglesia a una doctrina en esencia judía, y en segundo lugar la adopción del Cristianismo como  religión de Estado por la Roma imperial sincretizando la estructura organizativa y liturgia de la religión y paganismo romano.
Los Cristadelfianos se caracterizan por la literatura y material que expone su cuerpo doctrinal el cual es estructurado a partir de un análisis del texto bíblico desde una perspectiva lingüística, histórica y sociocultural, la que es enriquecida con otros enfoques adicionales como el género literario y los procesos de formación del texto, dejando de lado las convenciones teológicas tradicionales que gobiernan principalmente los cuerpos doctrinales de otras denominaciones similares.
Una característica particular de esta comunidad que los diferencia al resto de grupos cristianos es el hecho de que no aceptan la existencia de un agente tentador que induzca a pecar al ser humano como el resto del cristianismo ya que sostienen que el hombre es el único responsable personal del pecado o mal moral utilizando su Libre albedrío siendo así el responsable directo ante Dios por el mal que hace. De acuerdo a su postura, nunca existió una rebelión en los cielos como sostiene el resto de las confesiones cristianas. Para los Cristadelfianos, los ángeles, debido a su naturaleza espiritual, son perfectos y no pueden pecar; las palabras satán y diablo no son nombres personales sino expresiones de uso común en sus idiomas originales, por lo tanto su significado debe interpretarse a través de un análisis lingüístico y de su contexto histórico. También explican que frecuentemente en el Nuevo Testamento las expresiones "diablo" y "satanás" son expresiones literarias que personifican la tendencia natural a pecar dentro de cada ser humano en oposición a Dios. 
El matrimonio y la familia son muy importantes, las relaciones sexuales se limitan a la pareja heterosexual casada y creyente, los hijos deben educarse de tal manera que sean personas útiles a Dios y a la sociedad. Los Cristadelfianos son Objetores de conciencia, producto de esto no participan en política partidaria, no prestan servicio en la policía o el ejército y son muy cuidadosos para escoger sus empleos ya que estos no deben ir en contra de sus principios.

## Historia

### Orígenes

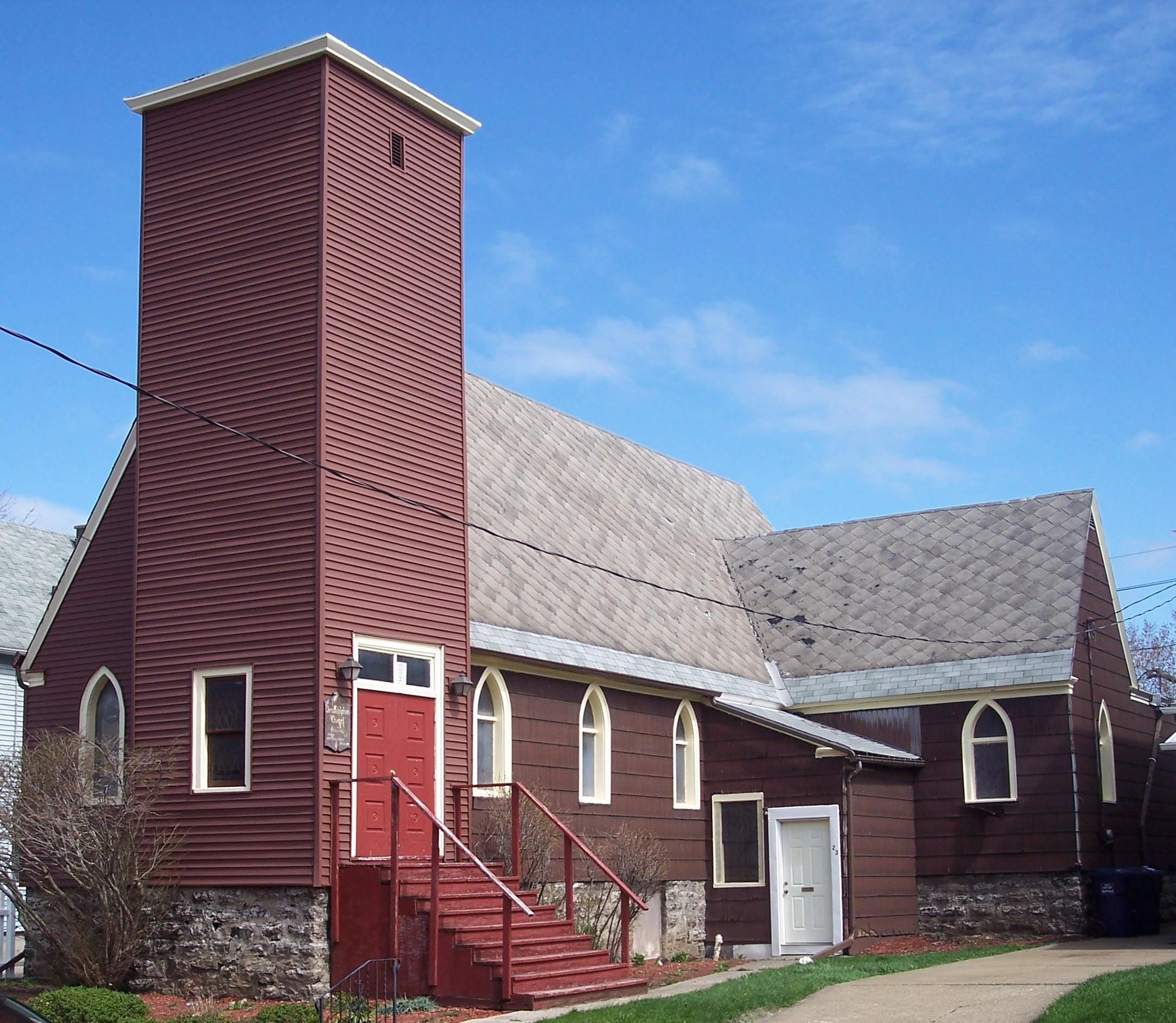
Christadelphian Chapel, Buffalo, New York

Las creencias características de los Cristadelfianos se originaron a partir de la Reforma del siglo XVI, en particular los movimientos radicales como los socinianos y  el unitarismo inglés del siglo XVII, por ejemplo, John Biddle.
En la década de 1830 se organizaron en los Estados Unidos congregaciones cristianas basadas en la interpretación literal de la Biblia y en la esperanza del cumplimiento literal de las promesas divinas sobre un "cielo y una tierra nuevas". Por ello, entre sus creencias se destaca la expectativa en una inminente Segunda Venida de Cristo con el establecimiento del reino de Dios en la Tierra, donde vivirán todos los justos incluyendo aquellos que murieron antes de Cristo pero que creyeron y vivieron los valores el evangelio. Estas comunidades tomaron el nombre de cristadelfianos, que significa "hermanos en Cristo".

### Historia temprana
El Dr. John Thomas, en 1832, es el iniciador del movimiento, a partir de un estudio y revisión profunda de las creencias cristianas. Thomas entró en contacto con otros líderes religiosos entre los cuales estaban Walter Scott y Alexander Campbell, de cuyo "Movimiento de Stone-Campbell" formó parte por un tiempo. Sin embargo, Thomas sostenía que la creencia en la Biblia implicaba la aceptación de una creencia común, por lo cual instó a los líderes del movimiento a establecer cual era ella, restaurándola a su forma del primer siglo, por medio del debate.
John Thomas se bautizó dos veces, la segunda vez después de renunciar a las creencias que tenía anteriormente, al reexaminar sus creencias sobre el Reino de Dios. Esto hizo que el movimiento de Campbell lo expulsara durante su viaje al Reino Unido.
De esa misma época, data la presencia de la comunidad cristadelfiana en Gran Bretaña (1848 - 1850) dado que su doctrina fue particularmente aceptada en Escocia; los antiguos campbellitas junto a creyentes unitarios y adventistas se separaron de sus congregaciones para formar grupos de "creyentes bautizados" que seguían las enseñanzas de Thomas. En esos años,durante su gira por Gran Bretaña, Thomas completó (quince años antes de que se concibiera el nombre cristadelfiano) su libro Elpis Israel (en griego "Esperanza de Israel", tomado de Libro de los Hechos 28:20), en el cual expuso su comprensión de las principales doctrinas de la Biblia. Dado que su medio para lograr el cambio era la imprenta y el debate, los orígenes del movimiento cristadelfiano están muy asociados con libros y revistas, como la obra citada. Los textos de Thomas se acercan a algunas concepciones del adventismo y de Benjamin Wilson (autor del Diaglotón Enfático y fundador de la Iglesia de Dios de la Fe Abrahámica, también llamada Church of the Blessed Hope). En efecto, los puntos de vista de Thomas tenían ciertas similitudes con el unitarismo que se había desarrollado en Europa desde el siglo XVI, pero consideraba tanto al unitarismo como al socinianismo "obras del diablo" por su fracaso al explicar la manifestación de Dios
Si bien el movimiento Cristadelfiano se originó a través de las actividades de John Thomas, él nunca se vio a sí mismo como el fundador de una iglesia y a quienes aceptaban sus creencias como sus propios discípulos; sostenía que había redescubierto las creencias cristianas del siglo I e intentaba demostrarlo por medio de debates y de la prensa. Esta prédica periodística persuadió a numerosas personas y así se formaron grupos con varios nombres: los creyentes, los creyentes bautizados, la Asociación Real de Creyentes, Creyentes bautizados en el Reino de Dios, Nazarinos (o nazarenos) y Los Antipas

### Origen del nombre
Fue la Guerra Civil en los Estados Unidos  la que provocó el nacimiento del nombre cristadelfiano. En efecto, al estallar el conflicto en los Estados Unidos en 1861, el doctor Thomas fue llamado a Freeport, Illinois, donde los hermanos estaban muy deprimidos por el inminente reclutamiento de soldados, ya que sus creencias y convicciones religiosas se oponìan a la participación en la guerra, pero dado que no tenían un nombre que los identificara como confesión religiosa, no podían ser eximidos de la misma como otros grupos pacifistas como los cuáqueros. En ese contexto surgió el nombre "cristadelfiano" (las palabras se usan en la epístola a los Colosenses 1:1-2) y tanto la Confederación como la Unión les concedieron la exención del servicio militar por ser “objetores de conciencia”.
Aunque el nombre 'cristadelfiano' sólo ha estado en uso desde entonces, los cristadelfianos sostienen que todo verdadero creyente del Evangelio, en cada generación, es considerado un hermano o hermana en Cristo aunque  hayan vivido antes de que se usara por primera vez este nombre, tanto los discípulos de Cristo en el primer siglo como los creyentes posteriores y los anteriores que siguieron "la fe de Abraham" son cristadelfianos.

### Desarrollo en elsigloXIX
El creador de una estructura para el movimiento surgido de la enseñanza de John Thomas fue Robert Roberts quien, en 1864, comenzó a publicar la revista The Ambassador of the Coming Age para difundir sus creencias, Thomas instó a cambiar el nombre de la misma por The Christadelphian, para dejar en claro que en ella se defendìan las creencias del movimiento, el cambio se llevó a cabo en 1869.  Desde entonces ambos, y Roberts solo desde la muerte de Thomas, dirigieron la revista y organizaron las estructuras del movimiento cristadelfiano.
La confesión creció en el mundo de habla inglesa, particularmente en la región inglesa de las Midlands y en algunas partes de los Estados Unidos; a partir de la muerte de  Thomas, surgieron problemas doctrinales, se llevaron a cabo debates y se crearon y enmendaron diferentes declaraciones de fe, como resultado de estos debates, varios grupos se separaron del cuerpo principal de cristadelfianos, entre ellos la confraternidad de Suffolk Street, cuyos miembros creen que no toda la Biblia  fue inspirada.

### SigloXX
La posición cristadelfiana sobre la objeción de conciencia pasó a primer plano con la introducción del servicio militar obligatorio durante la Primera Guerra Mundial. En el Reino Unido, Canadá, Australia, Nueva Zelanda y los Estados Unidos se otorgaron diversos grados de exención del servicio militar a los cristadelfianos, durante la Segunda Guerra Mundial, se les requirió que realizaran trabajos civiles bajo la dirección de las autoridades. En Gran Bretaña colaboraron con el Kindertransport, ayudando a reubicar a varios cientos de niños judíos lejos de la persecución nazi al fundar un albergue, Elpis Lodge, para ese propósito. En Alemania, la pequeña comunidad cristadelfiana fundada por Albert Maier pasó a la clandestinidad entre 1940 y 1945, y uno de sus miembros, Albert Merz, fue encarcelado como objetor de conciencia y luego ejecutado.
Los períodos de posguerra y posteriores a las reuniones vieron un aumento en la cooperación y la interacción entre las eclesias, lo que resultó en el establecimiento de varias escuelas bíblicas de una semana de duración y la formación de organizaciones nacionales e internacionales como la Misión Bíblica Cristadelfiana, para la predicación, la Red de Apoyo cristadelfiano, para asesoramiento y el Fondo Cristadelfiano Meal-A-Day, para obras de caridad y humanitarias.
Después de la Segunda Guerra Mundial, se tomaron medidas para tratar de reunificar las divisiones anteriores del movimiento; a finales de la década de 1950, la mayoría de los cristadelfianos se habían unido en una sola comunidad, si bien quedaron grupos que permanecieron separados.

### SigloXXI
En la primera década del siglo XXI, hubo una gran expansión del movimiento en el mundo desarrollado, donde en 2006 residían el 40% de los cristadelfianos..

## Organización
En lugar del inglés church, los cristadelfianos prefieren usar el término ecclesias, calcado del griego, para denominar a sus congregaciones. En el Nuevo Testamento griego, esta palabra, cuyo significado original es asamblea y proviene de la expresión: " los que han sido llamados fuera" (ek: "fuera de"; kaleo: "llamar") suele ser traducida como iglesia (que es su derivado etimológico) pero para los cristadelfianos, el uso de la forma antigua expresa claramente que se trata de "una asamblea formada por aquellos que han sido llamados". Cada  ecclesia es autónoma y se rige por un comité de "ancianos", elegidos entre los de más experiencia. El movimiento no posee un clero, ni siquiera de ministros o pastores como otras iglesias reformadas, se trata de comunidades laicas donde quienes ejercen una función dentro de la misma no recibe paga alguna, sino que vive de su salario, además, cada congregación costea sus propios gastos.
Generalmente las congregaciones son pequeñas, por lo que los lazos de hermandad se convierten en una de sus principales fortalezas, aunque se registran congregaciones particularmente grandes en el Reino Unido, Australia, algunos países de África y los Estados Unidos. Poseen comités en varias partes del mundo, cuyo fin es centralizar la ayuda y expandir sus creencias, sin embargo carecen de una sede central. 
Por principio no participan en política partidista debido a que ellos esperan el día en que "todos los reinos del mundo vengan a ser de nuestro Señor" y que algún día Jesús regresará para establecer un Reino eterno sobre la tierra.